# Euryopa caucaënsis
Euryopa caucaënsis är en skalbaggsart som beskrevs av Wittmer 1976. Euryopa caucaënsis ingår i släktet Euryopa och familjen Phengodidae. Inga underarter finns listade i Catalogue of Life.